# Mangroveglasögonfågel
Mangroveglasögonfågel (Zosterops flavus) är en starkt utrotningshotad fågel i familjen glasögonfåglar inom ordningen tättingar. Den förekommer i kustnära områden på öarna Borneo och Java i Sydostasien.

## Utseende och läte
Mangroveglasögonfågeln är en mycket liten (9,5 cm) glasögonfågel med relativt mycket kort stjärt. Området kring pannan är gult, tygeln ljusgul och runt ögat syns den för fågelfamiljen karakteristiska vita ögonringen. Hjässan och ovansidan är mellan svavelgul och olivgrön, medan övergumpen är mer gulaktig. Hand- och stjärtpennor är gulgrönkantat svartaktiga. Hela undersidan är gul, dock på flank och bröstsidor övergående till mantelfärgen. Ögat är bjärt gulbrunt, näbben mörkt hornfärgad ovan och blygrå under. Könen är lika. Lätena återges i engelsk litteratur som "trrieew", korta, mjuka "trrip" och varnande "wiwiwiwi". Ingen egentlig sång är känd.

## Utbredning och systematik
Fågeln förekommer i mangrove- och bambubältet i kustnära nordvästra Java och sydöstra Borneo. Den behandlas som monotypisk, det vill säga att den inte delas in i några underarter.

## Status
Mangroveglasögonfågeln är inte längre vanlig någonstans och har kraftigt minskat eller försvunnit från ett antal områden de senaste 15 åren. Orsakerna tros vara fångst för burfågelhandel och förstörelse av kustnära skogar. Internationella naturvårdsunionen IUCN kategoriserar arten som starkt hotad.